# 汉堡新城
汉堡新城（德語：Neustadt，發音：[ˈnɔʏʃtat] ⓘ）是德国汉堡中区的一个次区。

## 历史
16世纪宗教改革以后，汉堡成为一个路德宗的城市，并且成功地将贸易从波罗的海转向更为活跃的大西洋。汉堡的经济蓬勃发展，成为一个主要的贸易和资本市场。许多外国商人在汉堡定居。汉堡证券交易所成立于1558年。同时，来自低地国家、德国其他地区、葡萄牙、西班牙和欧洲其他地区的新教徒宗教难民大批涌入汉堡。在1500和1600之间，汉堡的人口猛增了三倍，达到40,000人，超过吕贝克，成为德国最大的港口城市。。

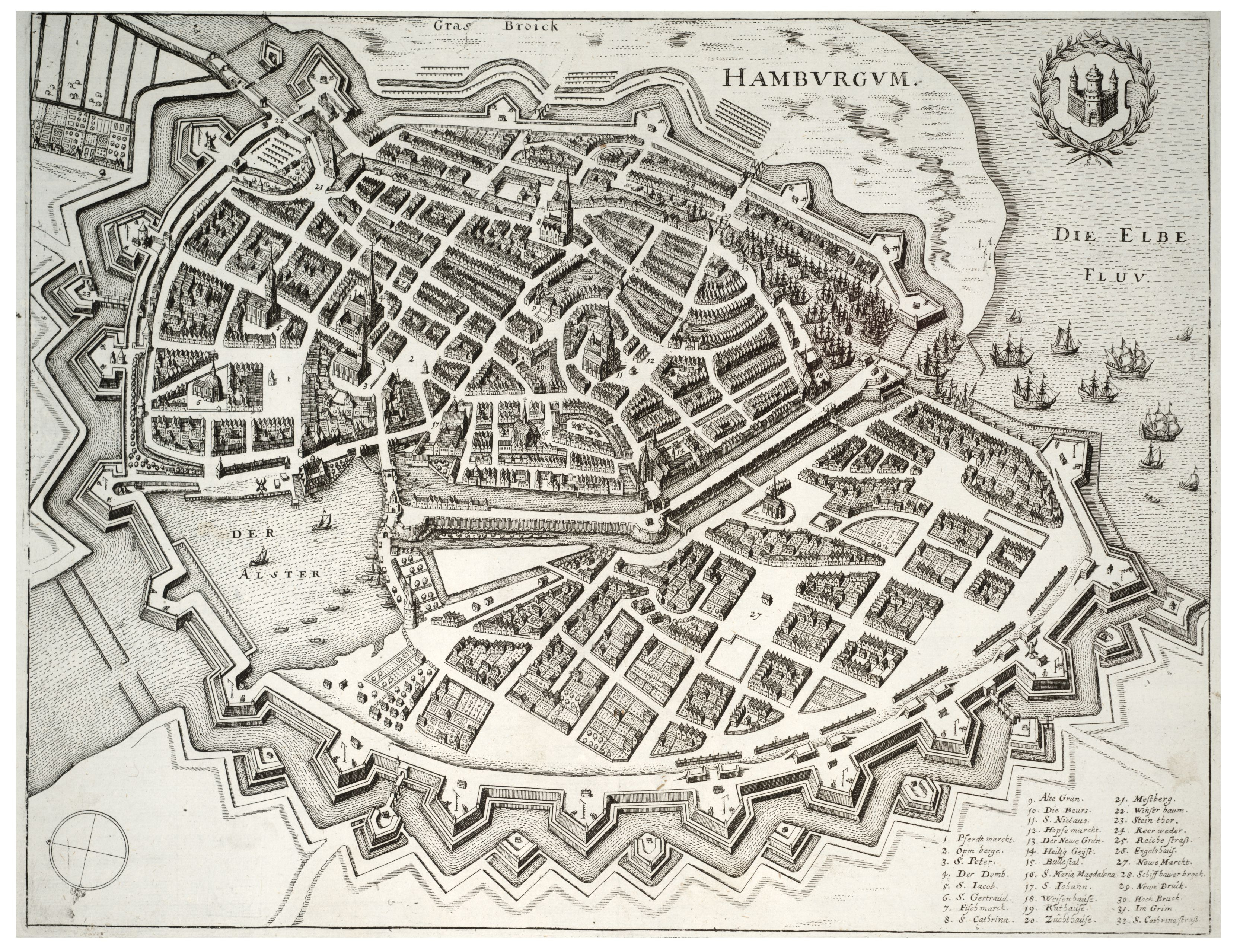

在三十年战争之前，汉堡委托荷兰军事工程师Jan van Valckenborgh 加强城市的防御，形成几乎同样大面积的老城和新城。

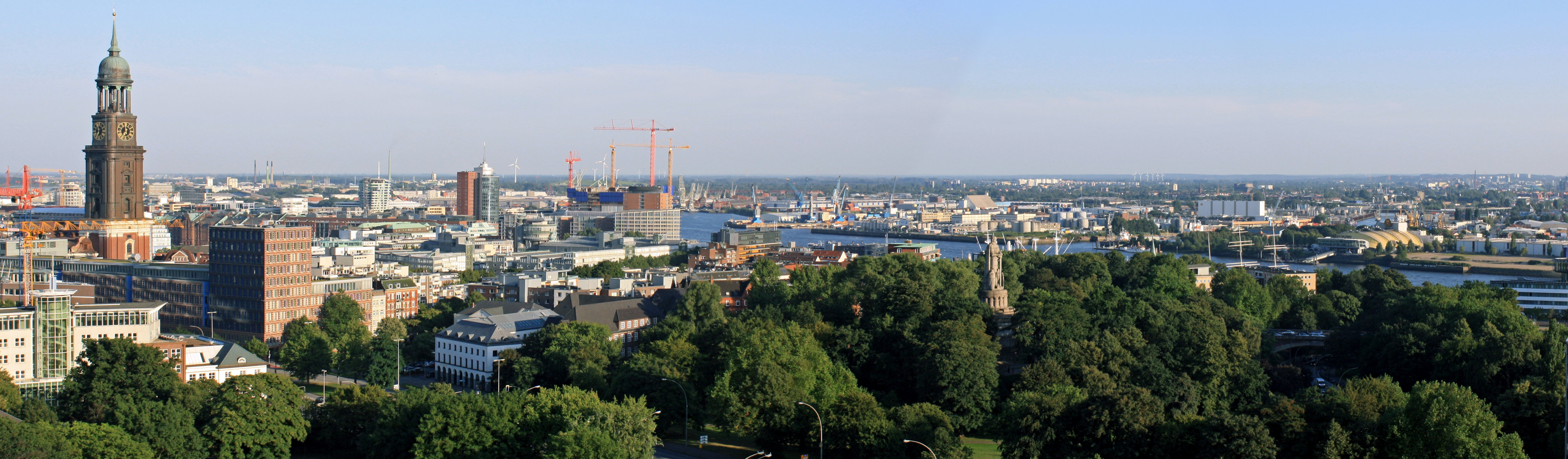

## 街道和广场

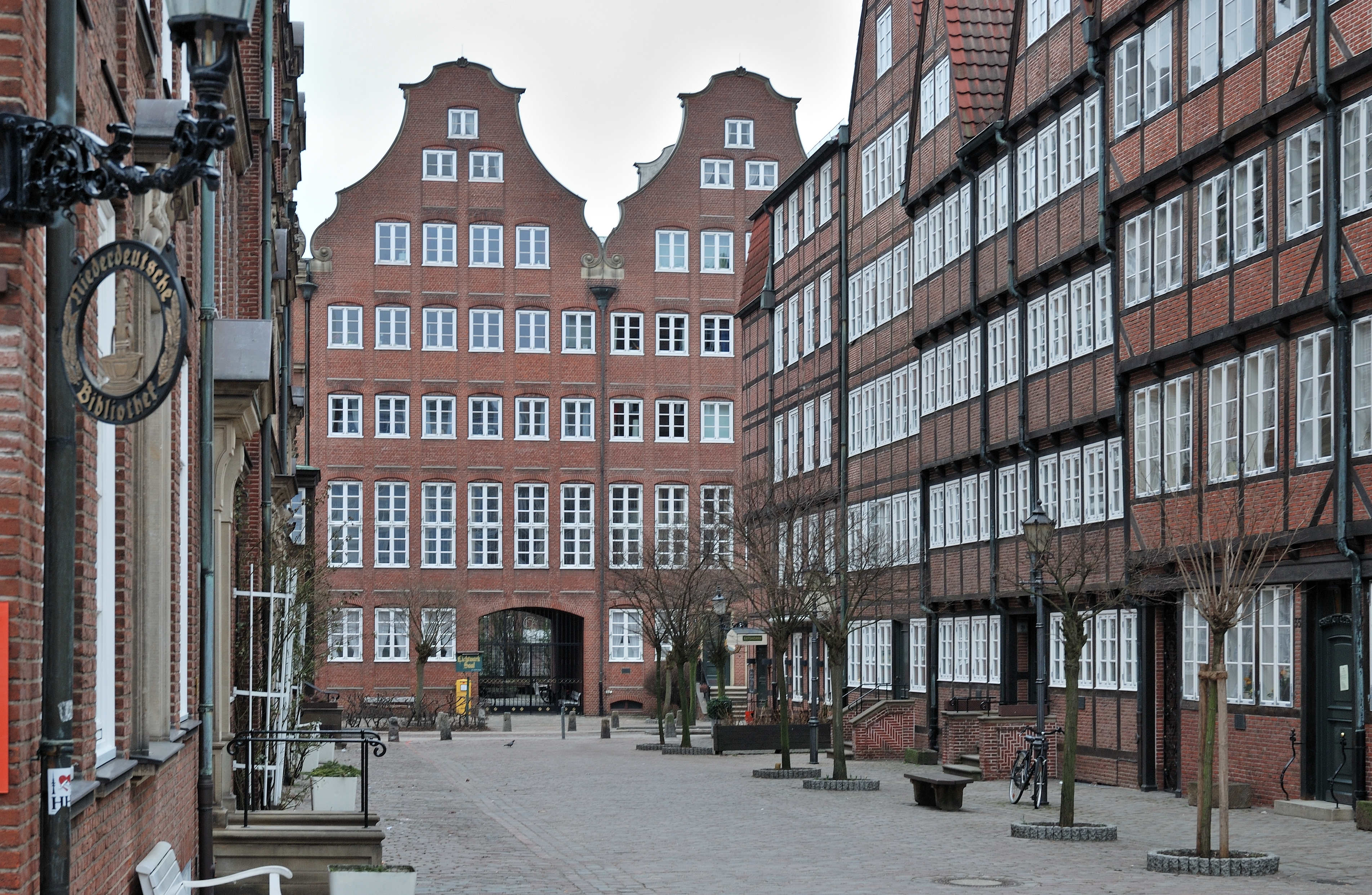
Peterstraße
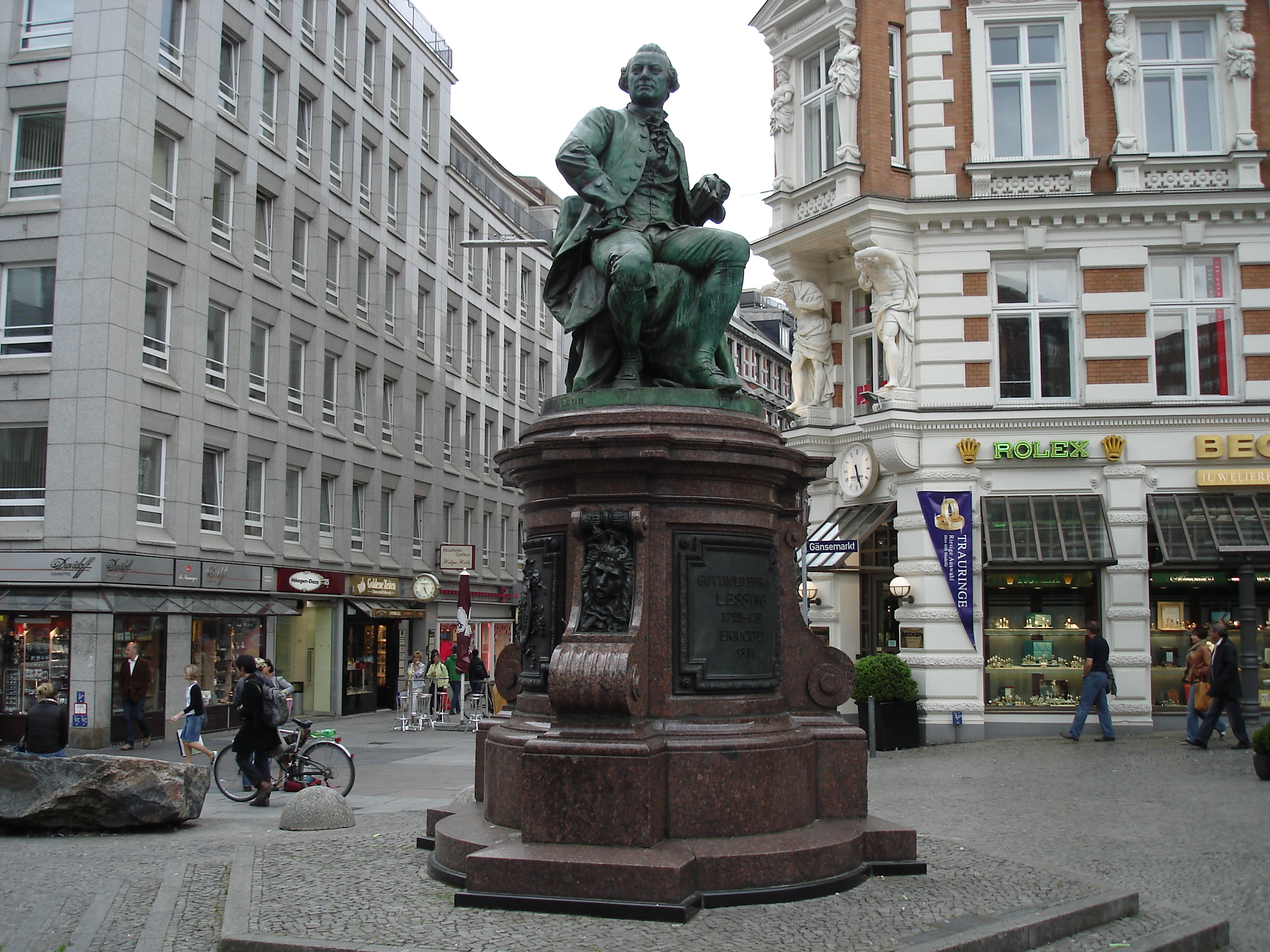
Gänsemarkt
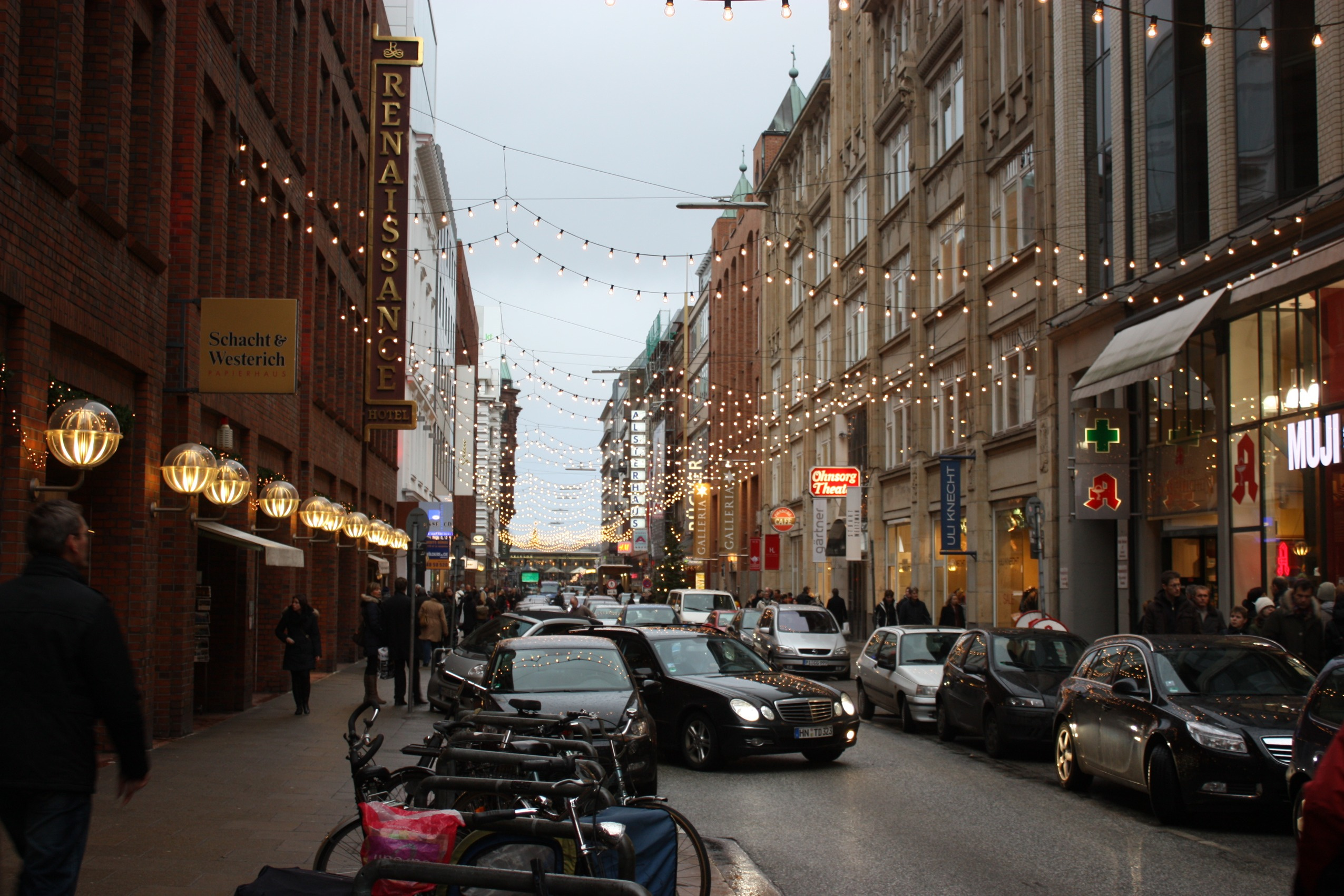
Große Bleichen
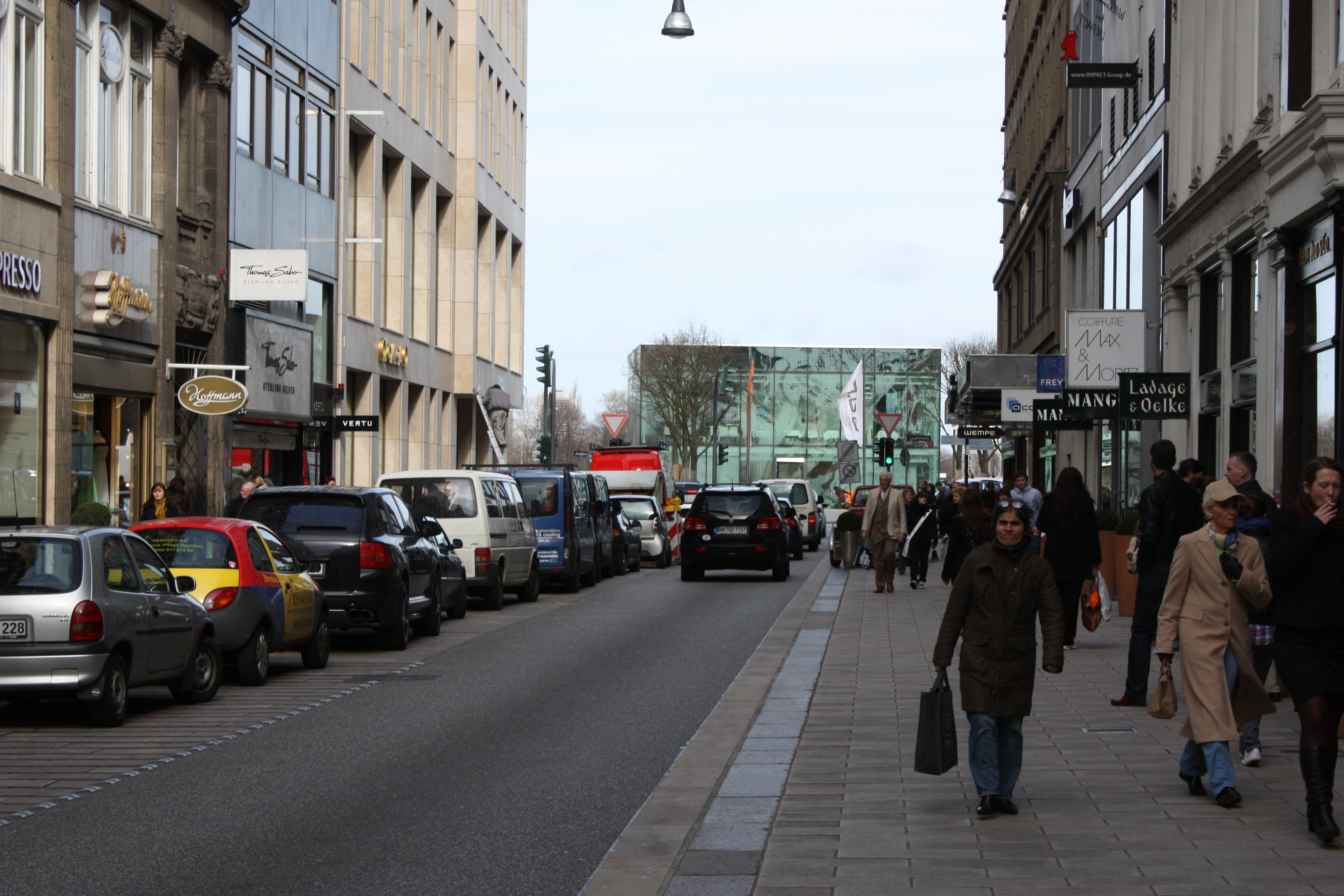
新墙街
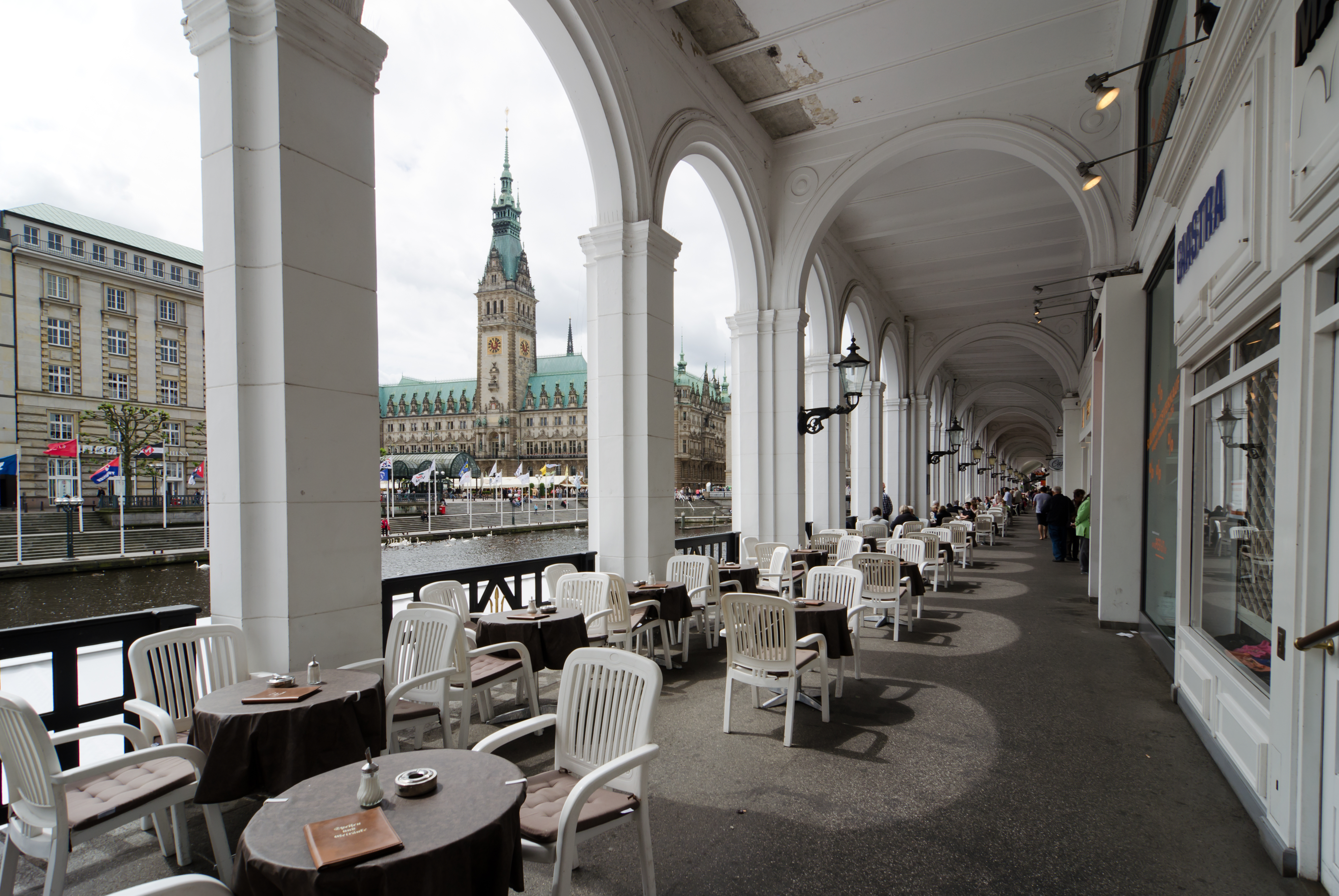
Alsterarkaden